# MTV3
MTV3 er Finlands første kommercielle tv-kanal. MTV3 har fra begyndelsen været en forkortelse for Mainostelevisio, ("Reklame-TV"). Kanalen blev startet allerede i 1957 og er dermed en af Europas ældste kommercielle tv-stationer.

## Programmer
- Dil or Ra Dil (Deal or No Deal)
- Pinnan alla (Gidseltagningen)
- X Factor (Finsk version)
- Simpsonit (The Simpsons)
- Myytinmurtajat (MythBusters)
- Salatut elämät
- Star Wars: The Clone Wars (2008 tv serie)
- The Mentalist

## Historie
- 1957: Oy Mainos-TV-Reklam Ab bliver grundlagt 29. april 1957. Sendingerne starter 13. august samme år.
- 1959: Sendingstiden udvides til 10 timer per uge og seerundersøgelserne starter.
- 1969: Den første sending i farver.
- 1978: Medlemskab i Prix Italia.
- 1981: Premiere for nyhedsprogrammet Kymmenen Uutiset ("Tinyhedene")
- 1982: Navnet bliver ændret til MTV Oy
- 1989: Nordens første daglige morgen-tv "Huomenta Suomi" ("God morgen Finland") starter 1. december.
- 1991: TV-reklame for politiske partier bliver tilladt.
- 1993: MTV3 starter op 1. januar og alle sendinger bliver koncentreret på den nye kanal. Seerandelen på 43 % var en af Europas højeste. MTV Oy blir medlem i EBU, hvor YLE tidligere var det eneste medlem fra Finland.
- 1995: Netsiden www.mtv3.fi åbner.
- 1997: MTV Oy og Aamulehtiyhtymä Oy fusionerer og det nye selskab får navnet Alma Media Oy. Selskab køber 23,4% af svenske TV4-Gruppen senere samme år.
- 2001: Nyt grafisk profil og logo.
- 2005: Bonnier og Proventus går ind som nye ejere.
- 2006: Selskabet begynder at sende fire nye digitale kanaler: MTV3 MAX, MTV3 Fakta, MTV3 Leffa og MTV3 Juniori.
- 2008: Tre nye betalingskanaler starter: MTV3 AVA, MTV3 Scifi og MTV3 Sarja
- 2010: En nye betalingskanaler starter: MTV3 Komedia
- 2012: En nye betalingskanaler starter: MTV3 Fakta XL
- 2013: To nye betalingskanaler starter: MTV3 MAX Sport 1 og MTV3 MAX Sport 2.